# Gregorio Ordóñez
Gregorio Ordóñez Fenollar (Caracas, 21 de julio de 1958-San Sebastián, 23 de enero de 1995) fue un político español del Partido Popular, afincado en el País Vasco y asesinado por la banda terrorista ETA cuando era diputado del Parlamento Vasco y teniente de alcalde del Ayuntamiento de San Sebastián.

## Biografía

### Orígenes familiares, infancia y juventud
Su padre, Gregorio Ordóñez Millán, era de Cutanda (Teruel) y su madre, Consuelo Fenollar Bataller, de Terrateig (Valencia), fallecida en 2021. Su abuelo materno era tratante y fue asesinado por los republicanos el 27 de agosto de 1936, cuando vivía en Gandía. Tras la guerra civil, su madre, Consuelo Fenollar, se trasladó con su familia a Valencia, desde donde emigró más tarde a Venezuela. Allí conoció al que fue después su esposo, Gregorio Ordóñez. En Caracas su padre trabajó de chófer y su madre como empleada de servicio doméstico. Aunque sus dos hijos, Gregorio y Consuelo, nacieron en Venezuela, su familia se instaló en San Sebastián en 1965, donde montaron una lavandería industrial, y allí Gregorio realizó sus estudios primarios y medios. Durante su adolescencia frecuentó junto con su hermana Consuelo clubes juveniles ligados al Opus Dei. Se licenció en Ciencias de la Información por la Universidad de Navarra en 1981.
El 16 de junio de 1990 contrajo matrimonio con la profesora Ana Iríbar, con quien tuvo un hijo, Javier, el 10 de noviembre de 1993.

### Actividad política

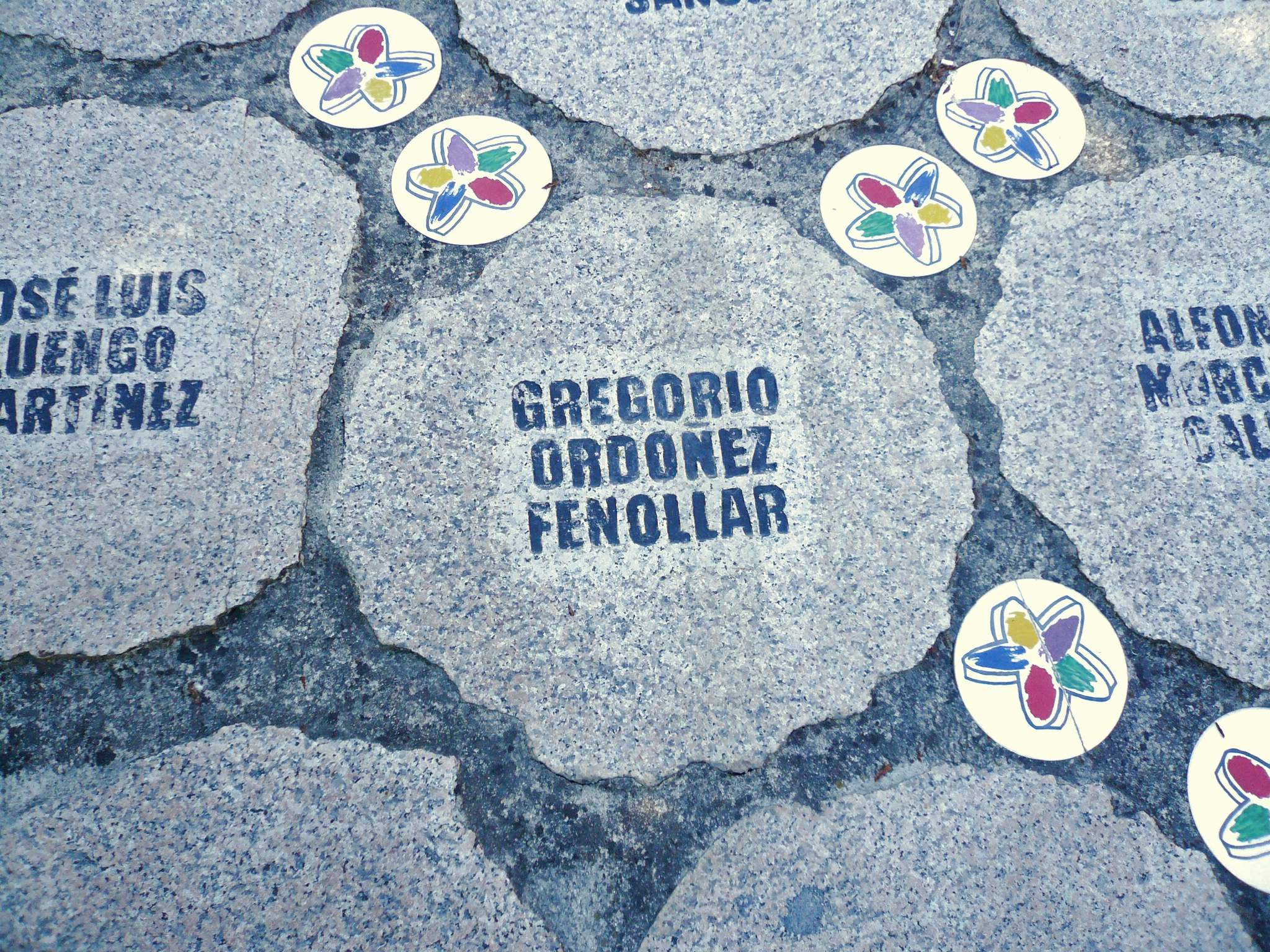
Losa en memoria de Gregorio Ordóñez en el monumento a todas las víctimas mortales de ETA, obra de Agustín Ibarrola, en Vitoria

Tras una breve etapa de trabajo como periodista, ingresó en Nuevas Generaciones de Alianza Popular y en mayo de 1983, con apenas veinticuatro años, fue elegido por primera vez concejal del Ayuntamiento de San Sebastián. En esa legislatura asumió la concejalía de Legalidad Urbanística, desde 1987 ocupó la concejalía de Turismo y Festejos y desde 1991 la de Urbanismo. En 1991 es nombrado primer teniente de alcalde. Encabezó la candidatura en las tres ocasiones y cuatro días antes de su asesinato se había aprobado que también lo hiciera en 1995.
Pese al predominio político de los partidos nacionalistas vascos en Guipúzcoa y a la presión de la banda terrorista ETA, la candidatura de Alianza Popular encabezada por Ordóñez mejoró progresivamente sus resultados electorales en el País Vasco, continuando posteriormente bajo la denominación de Partido Popular del País Vasco consiguiendo que, en las elecciones al Parlamento Europeo de junio de 1994, su lista fuera la más votada de San Sebastián.
El 18 de diciembre de 1990, Gregorio Ordóñez fue elegido parlamentario vasco.

### Asesinato
El 23 de enero de 1995, en vísperas de las elecciones municipales de mayo en las que Ordóñez iba a ser el candidato del PP a la alcaldía de San Sebastián, mientras comía en el bar La Cepa de la Parte Vieja de San Sebastián con sus compañeros del ayuntamiento, entre ellos María San Gil, fue asesinado por un comando de ETA formado por Valentín Lasarte, Francisco Javier García Gaztelu «Txapote», y Juan Ramón Carazatorre «Zapata»; solo este último queda por ser enjuiciado, los otros dos ya fueron condenados.
Cuatro meses después, en las elecciones municipales, el PP se convertía en el partido más votado en San Sebastián con el 23,84 % de los votos. El ayuntamiento le concedió a título póstumo la Medalla de Oro.
Su tumba, en el cementerio de Polloe de San Sebastián, ha sido profanada en varias ocasiones. Como consecuencia del clima de intimidación que sufrieron tras el asesinato de Ordóñez, tanto su viuda, Ana Iríbar, como su hermana, Consuelo, acabaron abandonando el País Vasco. Consuelo Ordóñez, portavoz del Colectivo de Víctimas del Terrorismo en el País Vasco (COVITE), se reunió en junio de 2012 con Lasarte, uno de los responsables del asesinato de su hermano, para pedirle al terrorista «que colabore con la justicia en la identificación de otros terroristas y con ello, en la resolución de crímenes sin resolver». El artista Omar Jerez realizó una performance el 2 de mayo de 2013 en San Sebastián, homenajeando a Gregorio Ordóñez en el lugar donde fue asesinado por el grupo terrorista ETA.

### Fundación Gregorio Ordóñez
En honor y recuerdo a su memoria en diciembre de 1995 se constituyó la Fundación Gregorio Ordóñez.